# HD 78293
HD 78293，又名CP-57 1859，SAO 236578、HR 3622，是一颗恒星，视星等为6.44，位于銀經276.31，銀緯-7.23，其B1900.0坐标为赤經9h 2m 7.9s，赤緯-57° -7.23′ 12″。